# Carl Theodor Zahle

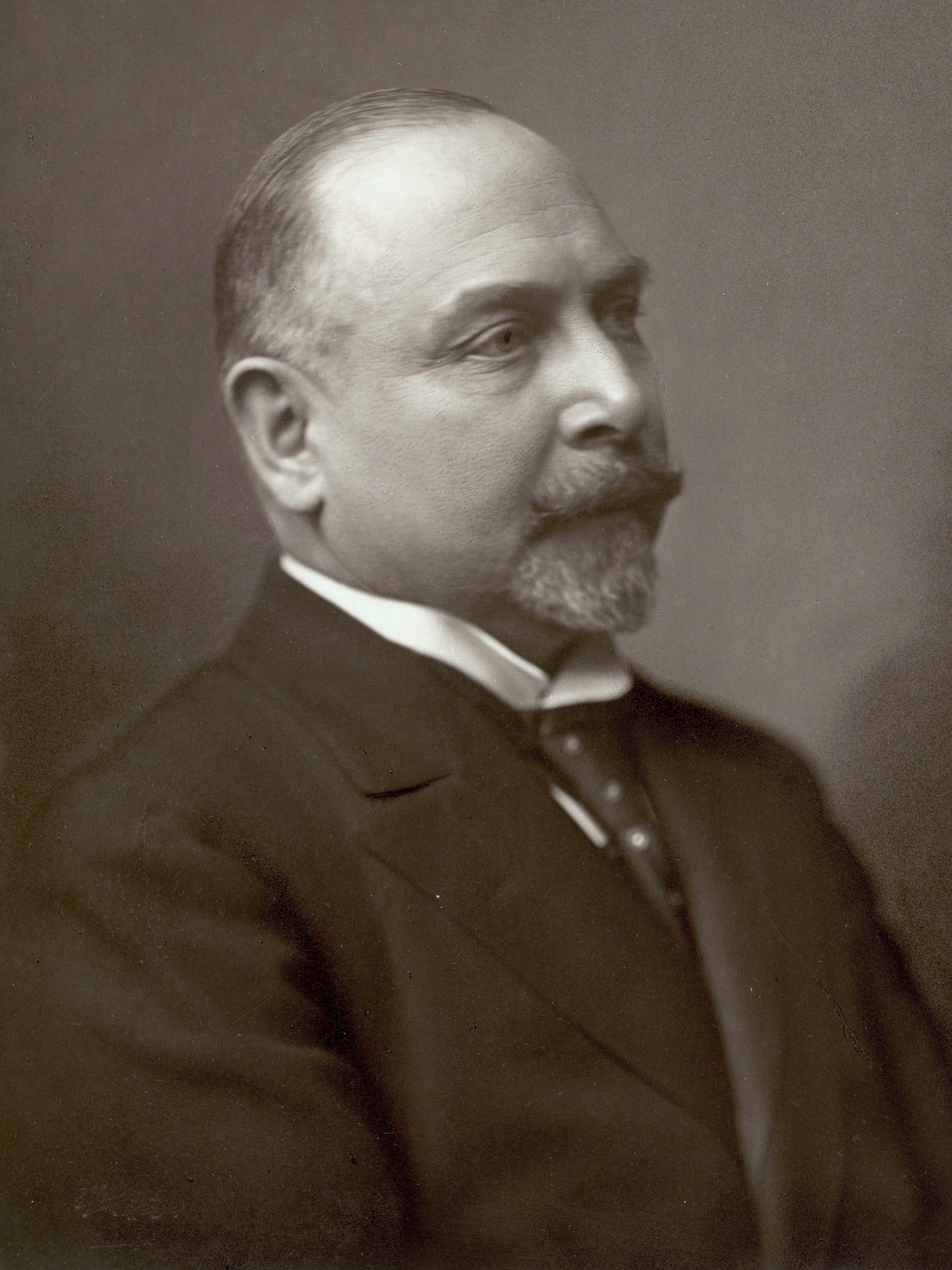
Carl Theodor Zahle.

Carl Theodor Zahle (Roskilde, 19 januari 1866 - Kopenhagen, 3 februari 1946) was een Deens politicus en eerste minister.

## Levensloop
Zahle was de zoon van een schoenmaker. Hij had reeds in de hoge school een grote interesse voor politiek en beschouwde zichzelf als een overtuigde democraat in de oppositie tegen de conservatieve regering van Jacob Brønnum Scavenius Estrup. In 1890 behaalde hij een diploma in de rechten, waarna hij enige tijd voor verschillende kranten werkte, waaronder de sociaal-liberale krant Politiken. In 1894 slaagde hij in het examen om advocaat aan het Hooggerechtshof te worden.
In 1895 werd hij voor het kiesdistrict Ringsted verkozen in de Folketing, waar hij tot in 1928 zou zetelen. Dat laatste jaar werd hij verkozen in de Landsting, het hogerhuis van het parlement, waarvan hij tot 1939 deel bleef uitmaken. Zahle was in 1895 medestichter van de Liberale Hervormingspartij (Venstrereformpartiet) en werd in 1901 tevens lid van het parlementaire financiële comité.
Na meningsverschillen met Jens Christian Christensen over de begroting voor defensie, brak Zahle met zijn partij en was hij in 1905 medestichter van het sociaal-liberale Radikale Venstre, waarvan hij tot in 1928 de eerste partijleider was. Na de val van de regering onder leiding van Ludvig Holstein-Ledreborg was hij op 28 oktober 1909 in staat om een minderheidsregering te vormen, waarin hij naast voorzitter van de ministerraad ook minister van Justitie werd. Nadat zijn partij de verkiezingen had verloren, moest Zahle op 5 juli 1910 aftreden als eerste minister. Vervolgens was hij van 1911 tot 1913 burgemeester van Stege.
Bij de verkiezingen van 1913 verwierven Radikale Venstre en de Sociaaldemocraten een meerderheid in de Folketing. Zahle vormde vervolgens een regering die enkel uit zijn partij bestond, maar gedoogsteun kreeg van de Sociaaldemocraten. Op 21 juni 1913 werd hij opnieuw voorzitter van de ministerraad en minister van Justitie. Zijn regering bleef in functie tot en met 30 maart 1920 en vanaf 21 april 1918 droeg hij de titel van eerste minister. Zijn premierschap viel min of meer samen met de Eerste Wereldoorlog en het belangrijkste doel van zijn regering was om Denemarken neutraal te houden, een taak die Zahle toevertrouwde aan minister van Buitenlandse Zaken Erik Scavenius. Niettemin kende Denemarken tijdens de oorlog een schaarste aan goederen en materialen en werd een regulering van de economie noodzakelijk. Deze opdracht werd dan weer toegewezen aan minister van Binnenlandse Zaken Ove Rode.
Na de oorlog werd zijn regering geconfronteerd met grote woede bij de oppositie. De regering werd verweten dat ze te vriendelijk waren geweest tegenover Duitsland in de oorlog en dat de regulering van de economie de winsten in het bedrijfsleven had beperkt. Daarbovenop kwam de kwestie rond Noord-Sleeswijk en met name Flensburg in Zuid-Sleeswijk. Er werd een referendum gehouden over de terugkeer van delen van Sleeswijk van Duitsland naar Denemarken en er werd gevraagd dat Duitsland de stad Flensburg aan Denemarken zou afstaan, zonder het resultaat van het referendum af te wachten. Zahle weigerde verkiezingen over deze kwestie uit te schrijven en werd daarom in 1920 door koning Christiaan X afgezet als eerste minister. Dit resulteerde in de Paascrisis van 1920, waarbij Radikale Venstre en de Sociaaldemocraten de koning verweten dat hij de grondwet had overtreden.
Zahle werd geen eerste minister meer, maar was van 30 april 1929 tot 4 november 1935 wel nog minister van Justitie in het kabinet van Thorvald Stauning. Hij beëindigde zijn politieke carrière als voorzitter van de Landsting, een functie die hij uitoefende van 7 oktober 1936 tot 2 oktober 1939. Van 1936 tot 1945 was Zahle eveneens lid van de raad van bestuur van de krant Politiken.
- Gemeinsame Normdatei: 118808249
- Library of Congress Control Number: n80076551
- Virtual International Authority File: 43138438
- WorldCat: E39PCjrGwcwJK7dTxYWbJkPKQy